# Małgorzata Fornalska

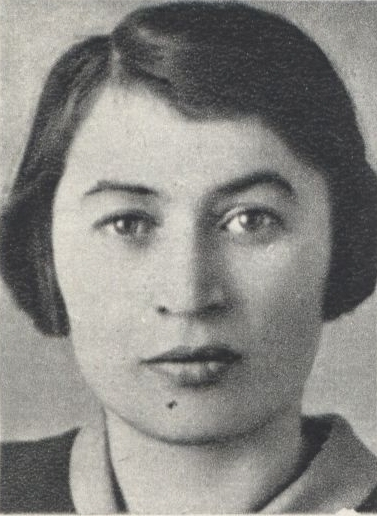
Małgorzata Fornalska

Małgorzata Fornalska (Pseudonym: Jasia; * 10. Juni 1902 in Fajsławice, Woiwodschaft Lublin; † 26. Juli 1944 in Warschau) war eine polnische Kommunistin und Partisanin. Sie war die Ehefrau des späteren polnischen Präsidenten Bolesław Bierut.

## Leben
Fornalska war während des Ersten Weltkrieges in Zarizyn evakuiert, wo sie 1916 Mitglied einer Gruppe der Sozialdemokratie des Königreichs Polen und Litauens (SDKPiL; Socjaldemokracja Królestwa Polskiego i Litwy) wurde und 1918 der Roten Armee beitrat. Nach ihrer Rückkehr nach Polen wurde sie 1921 Mitglied der Kommunistischen Partei Polens. Von 1922 bis 1926 war sie im Gefängnis. Nach ihrer Freilassung ging sie in die Sowjetunion, wo sie für die Bauerninternationale und die Komintern arbeitete.
Erst im Jahre 1934 kehrte sie nach Polen zurück und nahm dort ihre politische Tätigkeit wieder auf. So war sie u. a. Sekretärin der Polnischen Roten Hilfe. 1936 wurde sie erneut verhaftet und blieb bis zum deutschen Überfall auf Polen 1939 im Gefängnis. Bis 1941 arbeitete sie als Lehrerin in Białystok.
Sie gehörte zu den Organisatoren der Polnischen Arbeiterpartei (PPR; Polska Partia Robotnicza), wurde Mitglied ihres ZK und gab mit anderen die Trybuna Wolność, das Zentralorgan der PPR, heraus. Am 14. November 1943 wurde sie zusammen mit Paweł Finder in Warschau verhaftet und am 26. Juli 1944 im Serbia-Gefängnis von der Gestapo erschossen.